# 야마다정 (지바현)
야마다정(山田町)은 지바현 북동부에 위치했던 정이다. 

## 역사
- 1954년 8월 1일 - 후마정, 야쓰촌, 야마쿠라촌이 합병해 야마다정이 성립하였다.
- 2006년 3월 27일 - 사와라시, 오미가와정, 구리모토정과 합병해 가토리시가 성립하여, 동일 야마다정은 폐지되었다.

## 교통

### 도로
주요 지방도
- 지바현도 제28호선
- 지바현도 제55호선
- 지바현도 제56호선
- 지바현도 제70호선

도도부현도
- 지바현도 제114호선
- 지바현도 제125호선
- 지바현도 제149호선